# Sexy Beast - L'ultimo colpo della bestia
Sexy Beast - L'ultimo colpo della bestia è un film del 2000 diretto da Jonathan Glazer.

## Trama
L'ex gangster Gal ha scelto di vivere in Spagna con la sua adorata moglie per godersi il meritato riposo. Ma una serie di eventi sconvolgerà la vita dell'uomo, finché ritrova un vecchio compagno, Don Logan, il quale gli chiede di partecipare ad un nuovo colpo, a spese delle cassette di sicurezza di una banca. Gal alla fine si farà convincere.

## Sequel
Nel 2024, viene realizzata la serie televisiva britannica Sexy Beast - La serie di Michael Caleo, con protagonisti: James McArdle, Emun Elliott, Sarah Greene. La serie è composta in 8 episodi ed è pubblicata sulla piattaforma Paramount+.

## Riconoscimenti
- 2002 - Premio Oscar
  - Nomination Miglior attore non protagonista a Ben Kingsley
- 2002 - Golden Globe
  - Nomination Miglior attore non protagonista a Ben Kingsley
- 2001 - Premio BAFTA
  - Nomination Miglior film britannico a Jeremy Thomas e Jonathan Glazer
- 2001 - Boston Society of Film Critics Award
  - Miglior attore non protagonista a Ben Kingsley
- 2002 - Broadcast Film Critics Association Award
  - Miglior attore non protagonista a Ben Kingsley
- 2002 - Chicago Film Critics Association Award
  - Nomination Miglior attore non protagonista a Ben Kingsley
- 2001 - European Film Award
  - Miglior attore protagonista a Ben Kingsley
  - Nomination Miglior attore protagonista a Ray Winstone

- 2002 - Independent Spirit Award
  - Nomination Miglior film straniero a Jonathan Glazer
- 2001 - National Board of Review Award
  - Premio Speciale
- 2001 - New York Film Critics Circle Award
  - Nomination Miglior attore non protagonista a Ben Kingsley
  - Nomination Miglior film a Jonathan Glazer
- 2002 - Satellite Award
  - Miglior attore non protagonista a Ben Kingsley
  - Nomination Miglior film drammatico
  - Nomination Migliore regia a Jonathan Glazer
  - Nomination Migliore sceneggiatura originale a Louis Mellis e David Scinto
- 2002 - Screen Actors Guild Award
  - Nomination Miglior attore non protagonista a Ben Kingsley

- 2001 - Southeastern Film Critics Association Award
  - Miglior attore non protagonista a Ben Kingsley
- 2001 - San Diego Film Critics Society Award
  - Miglior attore non protagonista a Ben Kingsley
- 2002 - Phoenix Film Critics Society Award
  - Miglior attore non protagonista a Ben Kingsley
- 2001 - Toronto Film Critics Association Award
  - Miglior film a Jonathan Glazer
  - Miglior attore non protagonista a Ben Kingsley
- 2001 - British Independent Film Award
  - Miglior film britannico
  - Migliore regia a Jonathan Glazer
  - Miglior attore a Ben Kingsley
  - Migliore sceneggiatura a Louis Mellis e David Scinto
  - Nomination Miglior attore a Ray Winstone